# Evangelische Kirche Mergelstetten

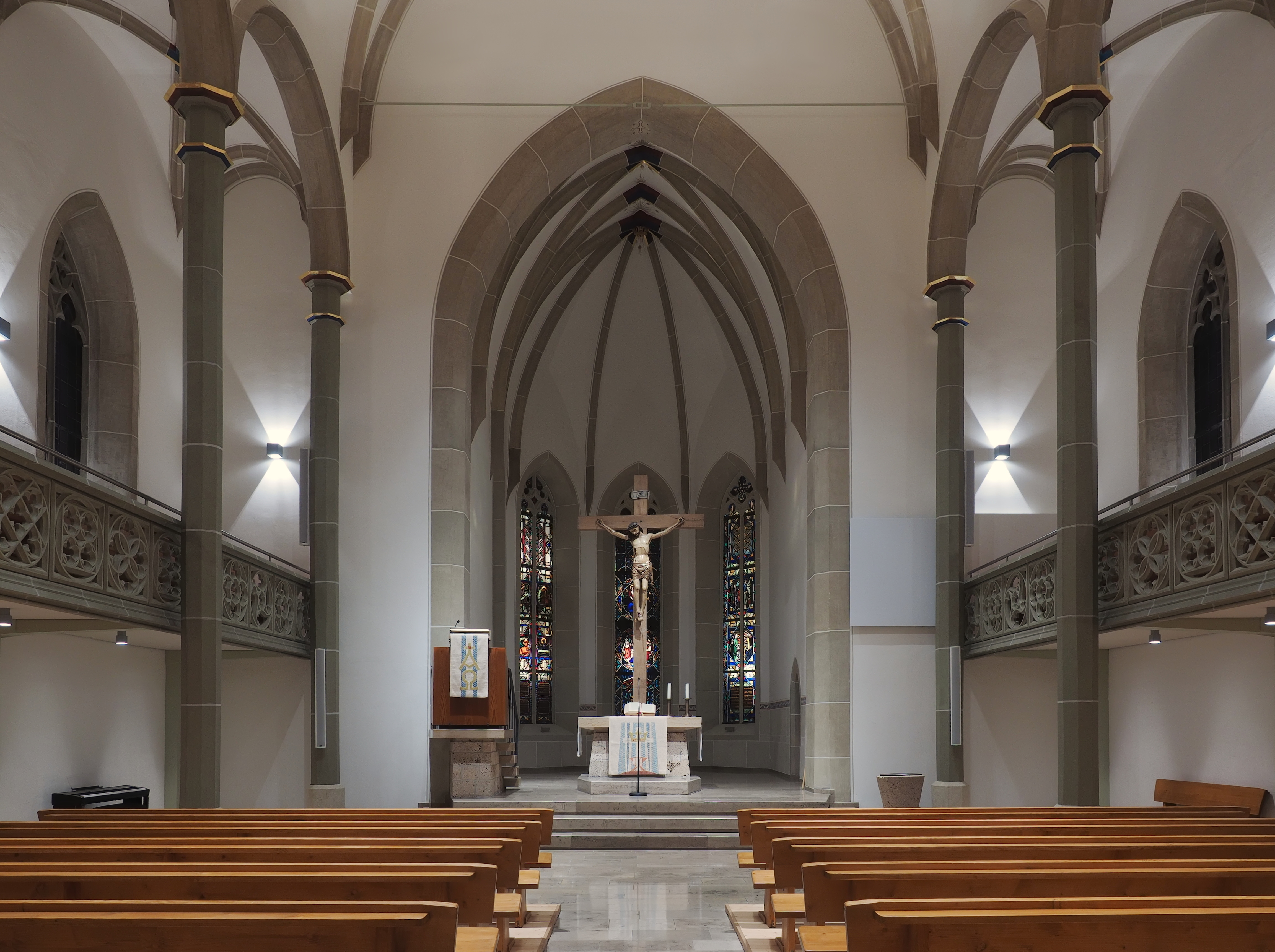
Innenansicht (2014)

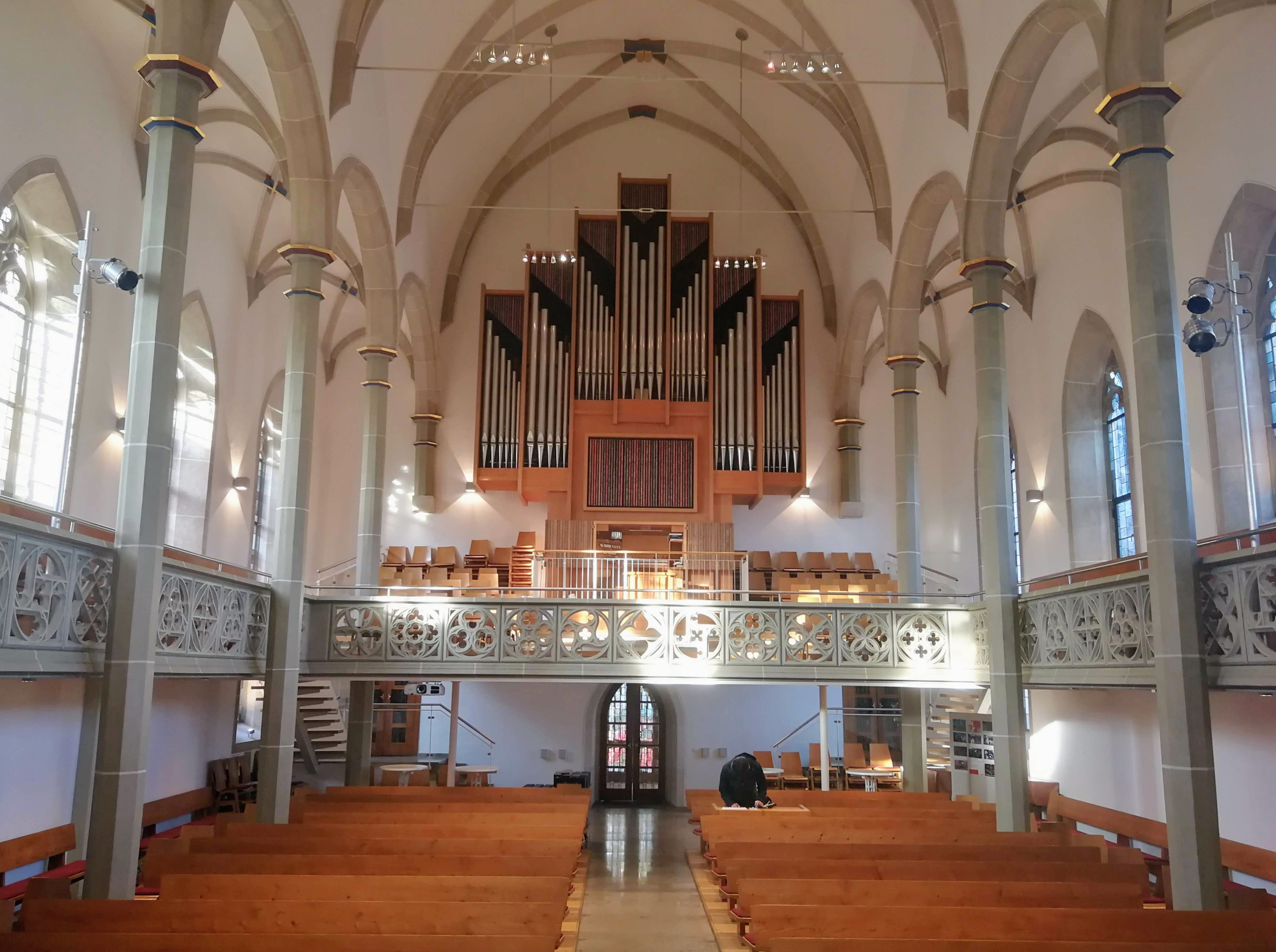
Blick zur Orgel

Die Evangelische Kirche Mergelstetten steht in Mergelstetten, einem Stadtteil von Heidenheim an der Brenz in Baden-Württemberg.

## Geschichte
Die Ersterwähnung einer dem heiligen Ulrich von Augsburg gewidmeten Kirche in Mergelstetten erfolgte 1252, als die Grafen Hartmann IV. und Albrecht von Dillingen Kirche und Dorf Merchelinestetin an das Kloster Herbrechtingen abtraten. Ab 1841 wurde der mittelalterliche Kirchenbau durch einen Neubau des Stuttgarter Architekten Carl Alexander Heideloff ersetzt. Kostenüberschreitungen während der Bauausführung erzwangen eine Reduktion des Bauprojekts, dessen Innenausbau nur mehr in Holz ausgeführt und dessen Turm mit geringerer Höhe vollendet wurde. Die Einweihung der noch unvollendeten Kirche fand am 10. November 1843 statt. Erst anlässlich der Restaurierung von 1965 erhielt die Kirche ihr ursprünglich geplantes Kreuzrippengewölbe.

## Architektur und Ausstattung
Die Mergelstetter Kirche ist eine in den Formen der Neugotik errichtete dreischiffige Emporenhalle mit polygonalem Chorschluss und Westturm. Der Kirchenbau schließt mit einem Stufengiebel ab, dem vergleichsweise niedrigen Kirchturm ist über einer vorkragenden Galerie ein hölzernes Oktogongeschoss mir Steilhelm aufgesetzt. Bedeutendster Ausstattungsgegenstand der Kirche ist der Kruzifixus des späten 15. Jahrhunderts aus der Schule von Tilman Riemenschneider.

### Orgel

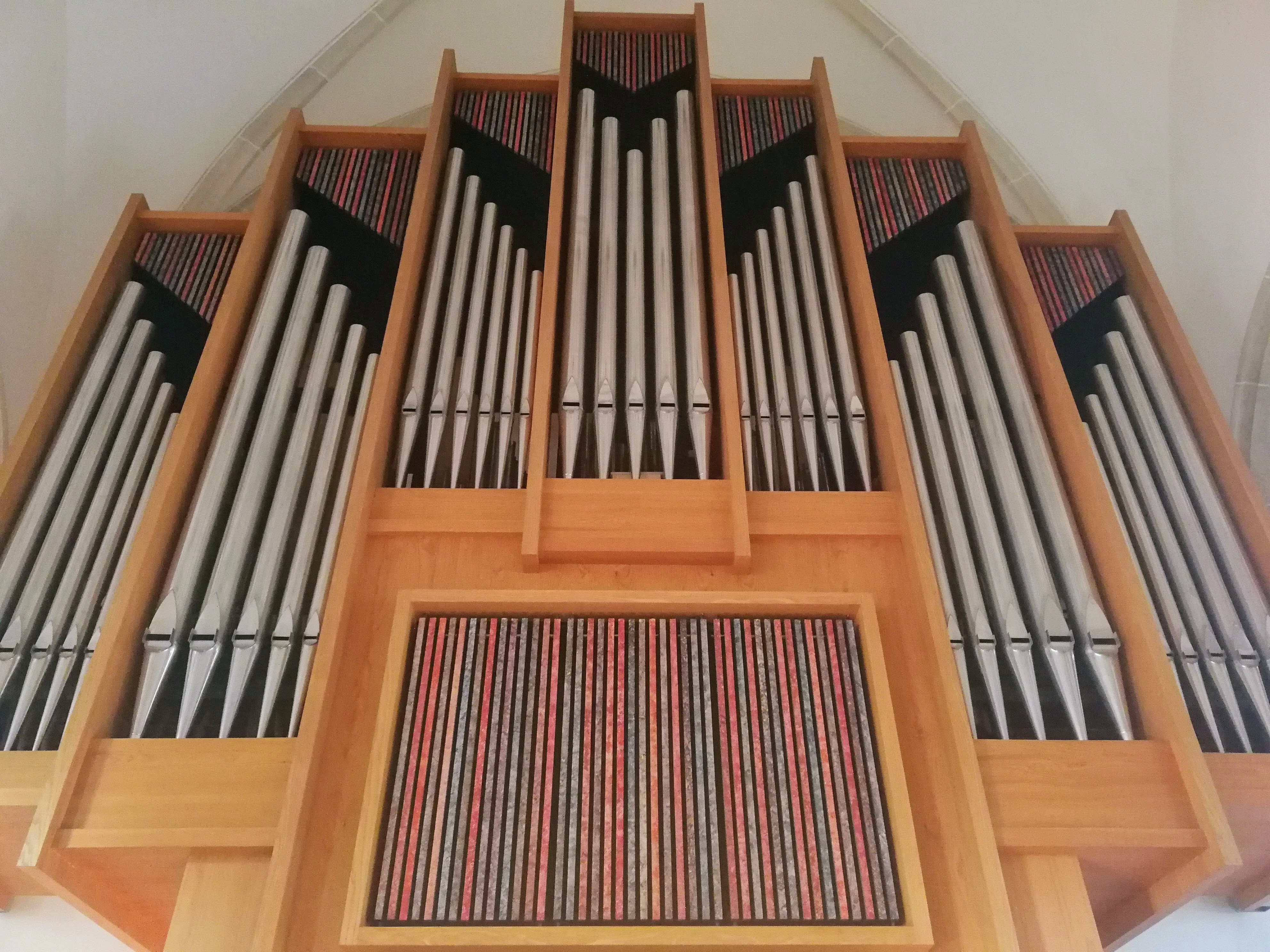
Orgelprospekt

Bei Fertigstellung der Kirche erhielt sie eine von der Orgelbaufirma Gruol & Blessing aus Bissingen an der Teck erbaute Orgel von 19 Registern auf zwei Manualen und Pedal, die 1967 durch ein Instrument der Giengener Orgelmanufaktur Gebr. Link in siebenteiligem neuen Prospekt mit derselben Registeranzahl ersetzt wurde. Die Spieltraktur des Instruments ist mechanisch, die Registertraktur elektrisch. Die Sachberatung hatte Helmut Bornefeld inne, der auch die optische Gestaltung übernahm. 2015 erfolgte eine Überholung durch Dirk Banzhaf. Die Orgel verfügt über folgende Disposition:
| I Hauptwerk C–g3 |                |             |
| 1.               | Gedacktpommer  | 16′         |
| 2.               | Schwegel       | 08′         |
| 3.               | Prinzipal      | 04′         |
| 4.               | Rauschharfe II | 04′ + 2 ⁄3′ |
| 5.               | Hohlflöte      | 02′         |
| 6.               | Mixtur IV –VI  | 1 ⁄3′       |
|                  | Tremulant      |             |

| II Brustwerk (schwellbar) C–g3 |              |        |
| 07.                            | Rohrgedackt  | 8′     |
| 08.                            | Rohrflöte    | 4′     |
| 09.                            | Prinzipal    | 2′     |
| 10.                            | Hörnlein III | 1 3⁄5′ |
| 11.                            | Gemsnasat    | 1 ⁄3′  |
| 12.                            | Zimbel IV    | 1⁄5′   |
| 13.                            | Trompete     | 8′     |
|                                | Tremulant    |        |

| Pedal C–f1 |                 |                          |
| 14.        | Untersatz       | 16′                      |
| 15.        | Prinzipal       | 08′                      |
| 16.        | Basszink III    | 05 1⁄3′ + 3 1⁄5′ + 2 ⁄7′ |
| 17.        | Flöte           | 04′                      |
| 18.        | Rauschpfeife II | 02′ + 1 ⁄3′              |
| 19.        | Posaune         | 16′                      |
|            | Tremulant       |                          |

- Koppeln: II/I, I/P
- Spielhilfen: 2 freie Kombinationen, 1 freie Pedalkombination

Gruppenzüge: Tutti, Gesamtplenum 16′, Zungenplenum, Plenum Hauptwerk 8′, Plenum Brustwerk 8′, Kornett Brustwerk 8′, Plenum Pedal 16′, Zungeneinzelabsteller Pedal